# Isnā
Isnā es un distrito de la gobernación de Lúxor, Egipto. En julio de 2017 tenía una población estimada de 432 098 habitantes.
Se encuentra ubicado en el centro del país, en el sur del valle del Nilo.